# パワーレンジャー・オペレーション・オーバードライブ
『パワーレンジャー・オペレーション・オーバードライブ』（Power Rangers: Operation Overdrive）は、アメリカ合衆国のテレビドラマ。日本の特撮テレビドラマシリーズ「スーパー戦隊シリーズ」の英語版ローカライズ作品「パワーレンジャーシリーズ」の第15シーズンであり、第13作目である。本作品は『轟轟戦隊ボウケンジャー』がベースとなっている。
2007年2月26日から同年11月12日までトゥーン・ディズニー内のジェティックスにて放送された。ABC放送内のABC kidsでも放送。全32話。略称は「PROO」、「オーバードライブ」。

## ストーリー
アフリカで発見されたコロナ・オーロラの冠。手に入れた者は絶大な権力を得ることが出来るとされる。だが、冠の力の源である5つの宝石が失われていた。そして、冠が発見されたことにより、遥か昔に冠を手に入れんとして失敗し、惑星に封じられていたフルーリアスとモルターが復活し地球に現れる。そして、謎のニンジャ軍団も宝石を狙って暗躍する。宝石を探し出し、冠が悪の手に渡るのを防ぐため、若きパワーレンジャーたちの戦いが始まった。

## 概要
パワーレンジャー15年目となる作品。15年目を記念として歴代戦士や『マイティ・モーフィン・パワーレンジャー』のリタ・レパルサとロード・ゼッドの息子などが登場する特別編が制作された。
シリーズ史上歴代最高視聴率第2位を記録しており、玩具の売り上げではディズニー時代ではもっとも高い9600万ドルを記録している。

## 登場人物

### パワーレンジャー・オペレーション・オーバードライブ
マッケンジー・ハートフォード / レッドレンジャー（ボウケンレッド）
パワーレンジャーのリーダー。通称はマック。レンジャーになったことで、怪力を得る。短気な性格。スポーツと模型作りとアニメグッズの収集が趣味。後に自分がアンドリューによって造られたアンドロイドであったことを知る。最後はコロナ・オーロラの冠の力によって人間となった。
ボウケンジャーには無かったギミックとして、鎧状に分解したセンチネルナイト（ズバーン）と合体して、レッドセンチネルレンジャーへとパワーアップ可能。
ウィル・アトン / ブラックレンジャー（ボウケンブラック）
非常に高い聴力と視力を得る。元は雇われスパイ。
ダックス・ロー / ブルーレンジャー（ボウケンブルー）
高いジャンプ力を得る。映画鑑賞が趣味で元はスタントマン。
ヴェロニカ"ロニー"ロビンソン / イエローレンジャー（ボウケンイエロー）
非常に俊敏に動くことが出来る。元はトップ・レーサー。
ローズ・オルティス / ピンクレンジャー（ボウケンピンク）
パワーレンジャーのサブリーダー。光学迷彩能力を得る。詩を楽しむことが趣味で、歴史に詳しい才女。
タイゾン / マーキュリーレンジャー（ボウケンシルバー）
マーキュリーという星からやって来た戦士。過去にフェアキャッツ軍団と戦い、仲間を失っている。モルターによりモンスター（ラギ）に変えられ、部下として働かされていた。マックと出会ったことにより、モルターに反逆し、コロナ・オーロラの力で人間に戻った。その後、パワーレンジャーとの共闘を申し込まれ、過去に仲間を失ったトラウマから一度は断るが、マーキュリーレンジャーの装備を託され、レンジャーとなった。

### 協力者
アンドリュー・ハートフォード
コロナ・オーロラの冠を発見した冒険家。大富豪で本来は彼がレッドレンジャーになるはずであった。独身であったが子供を欲し、アンドロイドであるマックを制作した。
スペンサー
アンドリューの執事。変装が得意。
センティネル・ナイト（ズバーン）
コロナ・オーロラの冠の守護神で、原作と違い普通に喋ることができる。大昔、冠の力を封じるため宝石を外して地球にばら撒いた。時空を超える力を持つ。原作と同様、剣に変形するだけでなく、鎧に変形してレッドレンジャーと合体する能力がある。
ベラ
タイゾンの婚約者。フェアキャッツに殺されたと思われていたが、後に生きていることが判明する。フルーリアスに捕われていたが、ノーグによって救い出される。

### 歴代のパワーレンジャー
アダム・パーク / MMPRブラックレンジャー
トリ・ハンソン / ブルーウィンドレンジャー 
キラ・フォード / DTイエローレンジャー
ブリッジ・カーソン / SPDレッドレンジャー
ザンダー・ブライ / MFグリーンレンジャー
スラックスの攻撃により変身できなくなったOODレンジャーに代わりに地球を守るために集められた。詳細は各作品の項目を参照。S.P.D.の最終話においてジャックが辞め、さらにジャックに代わってレッドレンジャーになったスカイが昇進したことでグリーンレンジャーであったブリッジがレッドレンジャーとして再び未来から現代へ来るという形で登場した。また、アダムとブリッジの変身シーンはバンク映像ではなく新規に撮影されたものとなっている。変更された理由は、アダムは変身バンクを流用するには映像が古いため、ブリッジは「S.P.D.」本編ではグリーンに変身していたためである。

### 敵
グレーシャー軍団（ゴードム文明）
フルーリアス
大昔、コロナ・オーロラの冠を手に入れようとして姿を変えられた兄弟の兄。氷の惑星に封印されていたが、冠が発見されたことで復活した。氷河に本拠地を構えている。モルターとは兄弟であるが冠を巡って争っている。そして、彼を無能だと軽蔑している。
フルーリアス怪人体（ガジャドム）
コロナ・オーロラの冠の力でフルーリアスが変異した姿。
ノーグ
フルーリアスの基地に住んでいるまぬけな雪男。悪人ではないのだが、フルーリアスを友達と認識し、彼に好かれたいという一心で彼の悪事に加担していたが、最終話でベラを救い出したことをきっかけにハートフォード邸で暮らすようになる。
チラーズ（カース）
フルーリアス配下の戦闘員。
ラーヴァ軍団（ジャリュウ一族）
モルター（リュウオーン）
大昔、コロナ・オーロラの冠を手に入れようとして姿を変えられた兄弟の弟。炎の惑星に封印されていたが、兄同様に復活した。火山に本拠地を構えている。マックとの戦いに敗れた後、1人逃げ延びてフルーリアスに共闘を申し入れるも、彼によって倒された。
ラーヴァ・リザード（ジャリュウ）
モルター配下の戦闘員。
ニンジャ軍団（ダークシャドウ）
カマドー（闇のヤイバ）
ニンジャ軍団の長。モンスターを生み出し、巨大化させるなど、様々な術を使う。当初はミラトリックスの青いペンダントの中に封じ込められていたが後に開放された。
ミラトリックス
女忍者。宝石を狙い、ミラという名を名乗ってダックスを騙し、巻物を奪おうとした。原作の風のシズカにあたるキャラだが、衣装は全く違う。後半から衣装が変更された。最後はカマドーに見限られかけたため、反逆を決意。魔力で巨大な鳥型モンスター（魔鳥）となるが敗れ、カマドーによって宝石に封印された。
ニンジャ
忍者映画に出演していたスタントマンたち。カマドーの術で操られ、戦闘員にされた。
フェアキャッツ軍団（クエスター / アシュ）
ビンガロー（レイ）
鏡の中に封印されていたがミグによって解放された。巨大化して戦って倒されるが、その肉体はノーグによって回収され、フルーリアスの作った装置により強力な肉体を得て蘇った。だが、復活させたフルーリアスを裏切り、ミグと共に独自の目的のために行動する。
ミグ（ガイ）
普段は呑気な振る舞いが多いのが、その本性は凶暴で戦闘力はカマドーを凌ぐほどである。巨大化して戦って倒されるが、その肉体はノーグによって回収され、フルーリアスの作った装置により強力な肉体を得て蘇った。
チーター（ヒョウガ）
ミグと共に仲間を解放するために宇宙からやって来た。ビンガローとミグを庇ってパワーレンジャーの攻撃を受けて巨大化。ドライブマックスウルトラゾードによって倒された。
クレイザー（オウガ）
宇宙から呼び寄せられたフェアキャッツ。原作では男だったのに対し、クレイザーは女という設定である。
スラックス
ロード・ゼッドとリタ・レパルサの息子。父と同じZスタッフを持つ。過去にセンチネルナイトとの戦いに敗れ、月に封印されていたが復活。四つの軍団を打倒パワーレンジャーのために纏め上げた。

## メカニック
ドライブマックスメガゾード（ダイボウケン）
玩具は新規に制作され、日本版とは完全に別物となっている。
01 ダンプ・ドライバー（ゴーゴーダンプ）
02 スピード・ドライバー（ゴーゴーフォーミュラ）
03 ジャイロスコープ・ドライバー（ゴーゴージャイロ）
04 ブルドーザー・ドライバー（ゴーゴードーザー）
05 サブマリン・ドライバー（ゴーゴーマリン）
06 ドリル・ドライバー（ゴーゴードリル）
07 ショベル・ドライバー（ゴーゴーショベル）
08 ミキサー・ドライバー（ゴーゴーミキサー）
09 クレーン・ドライバー（ゴーゴークレーン）
10 ソニックストリーカー（ゴーゴージェット）
スーパードライブマックス・メガゾード（スーパーダイボウケン）
ドライブマックスメガゾードと同様に玩具は日本版とは完全に別物となっており、名称もデュアルドライブメガゾードとなっている。
ドライブマックスウルトラゾード（アルティメットダイボウケン）
デュアルドライブメガゾード（ダイタンケン）
玩具では、日本版とは違い劇中に近い造形になっている。
フラッシュポイントメガゾード（サイレンビルダー）
トランステックアーマー
バトルフリートメガゾード（ダイボイジャー）

## アイテム
オーバードライブトラッカー（アクセルラー）
初期メンバー5人の変身携帯。
変身コードは「オーバードライブ、アクセレート！」
オーバードライブトラッカーホルダー（アクセルラーホルダー）
玩具。オーバードライブトラッカーの収納ホルダー。
ドライブディフェンダー（サバイバスター）
初期メンバーの武器。剣モードから銃モードに変形。
オーバードライブウェポン（ボウケンアームズ）
初期メンバー5人の武器。
ドライブランス（ボウケンボー、ボウケンジャベリン）
レッドレンジャーの専用マジックハンドモードから槍モードに変形。
クライムハンマー（ラジアルハンマー）
ブラックレンジャーの専用金づち。
ドライブフォーテクス（ブロウナックル）
ブルーレンジャーの専用手甲。
ドライブクロー（バケットスクーパー）
イエローレンジャーの専用スコップ。
ドライブカイザー（ハイドロシューター）
ピンクレンジャーの専用水鉄砲。
ジップシューター（スコープショット）
初期メンバー5人のスコープ。
ディフェンダーブラスター（デュアルクラッシャー）
パワーレンジャーのパワーアップ武器。ミキサーモードからドリルモードに変形。
マーキュリーモーファー（ゴーゴーチェンジャー）
マーキュリーレンジャーの変身ブレス。
変身コードは「オーバードライブ、アクセレート!」
ドライブデテクター（サガスナイパー）
マーキュリーレンジャーの武器。スナイパーモードからサーチモードに変形。
センティネルモーファー
バトライザーパワーアップアイテム。
コントロールドライバー（ボウケンドライバー）
専用コックピット。

## キャスト

### レギュラー・準レギュラー
- マック・ハートフォード：ジェームズ・マックルーカン
- ウィル・アトン：サミュエル・ベンター
- ダックス・ロー：ガレス・ユン
- ロニー・ロビンソン：ケイトリン・マーフィ
- ローズ・オルティス：ローダ・モンテマイヤー
- タイゾン：ドゥエイン・キャメロン
- センチネル・ナイトの声：ニック・サンプソン
- アンドリュー・ハートフォード：ロブ・ルイチ
- スペンサー：デイヴィッド・ウェザリー
- ベラ：ベス・アレン
- フルーリアス：ジェラルド・アーカード
- ノーグ、ミグの声：ケルソン・ヘンダーソン
- モルターの声：マーク・ファーガソン
- カマドーの声：アダム・ガードナー[7]
- ミラトリックス：リア・バンダーヴィス
- ビンガローの声：デヴィッド・ウェスリー

### ゲスト出演者
- ブラウンベアード(6)  - ジョン・レイン
- 映画監督：ウィリアム・ウォレス
- ライアン教授(11) - デヴィッド・スコット
- メド博士（13・14） - ジム・マクラーティ
- ジェフ・ジェフリー(15) - ナタリー・ボルト
- カメラマン(15) - ブラッド・ヒル
- 女の子(16) - ミア・コーニング
- トール(17) - マイク・エドワード
- ロキ(17) - アダム・ガードナー
- アダム・パーク（20・21） - ジョニー・ヨング・ボッシュ
- トリ・ハンソン（20・21） - サリー・マーティン
- キラ・フォード（20・21） - エマ・ラハナ
- ブリッジ・カーソン（20・21） - マット・オースティン
- ザンダー・ブライ（20・21） - リチャード・ブランカティサーノ
- スラックス（20・21） - グレン・リーヴィ
- アルファ6の声(21) - キャンベル・クーリー
- クレイザーの声（26・28） - ロリー・ダンジー

### スーツアクター・スタント
- レッドレンジャー[8]、 MMPRブラックレンジャー、モルター[9]- 大藤直樹
- ブルーレンジャー[10] 、ビンガロー[9]- 三村幸司
- ブラックレンジャー[4] 、S.P.D.レッドレンジャー[11]- 本間崇寛
- ブラックレンジャー[12]、ダックス・ロー（スタントダブル[12]）、タイゾン（スタントダブル[12]）、他 - 矢島一憲
- ブラックレンジャー(バイクスタント)[13] - クレイグ・スティーブンス
- イエローレンジャー[4] - 山下純
- ピンクレンジャー[14]、イエローレンジャー[14] - こしげなみへい
- ピンクレンジャー[15] - 砂押裕美
- マーキュリーンジャー[4]、レッドレンジャー[16]、カマドー[9][17] 、ラーヴァ・リザード[18]、アンドリュー・ハートフォード（スタントダブル）- 岩上弘数
- マーキュリーンジャー、 MMPRブラックレンジャー[19]-谷村裕司
- ダイノイエローレンジャー[20]、ローズ・オルティス（スタントダブル）[20]、トリックス（スタントダブル）[20] - 梛野素子
- ミグ-福智 幸太

## スタッフ
- 製作総指揮 - 坂本浩一、ブルース・カリッシュ
- プロデューサー - ジャニー・ディッキンズ
- 共同プロデューサー - ジャッキー・マーチャンド
- 撮影監督 - サイモン・リエラ
- 音楽 - リー・ロバーツ、ウェイン・ジョーンズ、ライ・ウェルチ、ガッド・エミリー・ゼイチューン
- セカンドユニット監督 - 川澄朋章
- セカンドユニット撮影監督 - ギャヴィン・ストラウド
- アクション監督 - 南博男（ノンクレジット[21]）
- スタント・コーディネーター - マーク・ハリス
- アートディレクター - ジェフ・エルス
- キャスティング - テリー・ダァス（NZ担当）、グレッグ・アプス（豪州担当） 、キャロリン・マクロード（英国担当）、アニタ・コーラン
- 原作 - 八手三郎
- 制作 - ルネサンス・アトランティック・エンターテイメント、東映、レンジャー・プロダクションズ、JETIX
- 製作著作 - BVSエンターテイメント、BVSインターナショナル

## 主題歌
『Power Rangers Operation Overdrive』
作詞・作曲・歌 - トランスゼンターズ

## 各話リスト
| 話数 | サブタイトル                 | 登場モンスター | 監督                       | 脚本                     | 放送日         |
| ---- | ---------------------------- | --- | -------------------------- | ------------------------ | -------------- |
| 1    | Kick Into Overdrive, Part I  | ― | マーク・ビーズレー         | ブルース・カリッシュ     | 2007年 2月26日 |
| 2    | Kick Into Overdrive, Part II | ジャイアント・シー・クリーチャー（大邪竜ドルド）                                                                                                   | マーク・ビーズレー         | ジャッキー・マーチャンド | 2007年 2月26日 |
| 3    | The Underwater World         | アトランティス・テンプル（巨神ゴードム） | マーク・ビーズレー         | ジョン・テリジェン       | 3月5日         |
| 4    | Heart of Blue                | ウルトレグ（ツクモガミ・ジョウガミ） （声 - リチャード・シンプソン）                                                                               | ブリッタ・ジョンストン     | デヴィッド・ガーバー     | 3月12日        |
| 5    | Weather or Not               | ウェザー・マシーン・モンスター（マッドネス・ウェザー）                                                                                             | ブリッタ・ジョンストン     | ジョン・テリジェン       | 3月19日        |
| 6    | Pirate in Pink               | ボンバード（ツクモガミ・タクミガミ） | ブリッタ・ジョンストン     | ジャッキー・マーチャンド | 3月26日        |
| 7    | At All Cost                  | ヴァルコン（邪悪竜ドライケン） （声 - ジェームズ・ゲイリン）                                                                                       | ジョナサン・ブラフ         | ブルース・カリッシュ     | 4月2日         |
| 8    | Both Sides Now               | ビッグ・マウス・モンスター（ツクモガミ・カワズガミ） （声 - マーク・ウィリアムズ）                                                                 | ジョナサン・ブラフ         | デヴィッド・ガーバー     | 4月9日         |
| 9    | Follow the Ranger            | モルターゾード（大邪竜ザルド/大邪竜ギラド） | ジョナサン・ブラフ         | ジョン・テリジェン       | 4月30日        |
| 10   | Lights, Camera, DAX          | スケルテックス（邪悪竜リンドム） （声 - パトリック・ケイク） カメラモンスター（ツクモガミ・ネンドガミ） アンプモンスター（ツクモガミ・カナデガミ） | マイク・スミス             | ジョン・テリジェン       | 5月7日         |
| 11   | Face to Face, Part I         | タイゾン ブルオックス（邪悪竜ナーガ） （声 - ウィリアム・ウォレス）                                                                                | マイク・スミス             | ジャッキー・マーチャンド | 5月14日        |
| 12   | Face to Face, Part II        | タイゾン ブルオックス ラバダクティル（大邪竜ゾラド）                                                                                               | マイク・スミス             | ジャッキー・マーチャンド | 5月21日        |
| 13   | Man of Mercury, Part I       | ビンガロー チーター ミグ | チャーリー・ハスケル       | ジョン・テリジェン       | 6月4日         |
| 14   | Man of Mercury, Part II      | ビンガロー ミグ | チャーリー・ハスケル       | ジョン・テリジェン       | 6月4日         |
| 15   | Behind the Scenes            | フルーリアス・ロボット（巨神ガガドム） | チャーリー・ハスケル       | ジャッキー・マーチャンド | 6月11日        |
| 16   | Just Like Me                 | ― | チャーリー・ハスケル       | デヴィッド・ガーバー     | 6月18日        |
| 17   | It's Hammer Time             | ジェット・ロボット（クエスターロボ・疾） ハットモンスター（ツクモガミ・ズカンガミ）                                                                | ヴァネッサ・アレクサンダー | ジョン・テリジェン       | 7月2日         |
| 18   | Out of Luck                  | ブロズガール（邪悪竜タローン） （声 - チャールズ・マクダーモット）                                                                                 | ヴァネッサ・アレクサンダー | デヴィッド・ガーバー     | 7月9日         |
| 19   | One Gets Away                | コマンド・ロボット（クエスターロボ・将） | ヴァネッサ・アレクサンダー | ブルース・カリッシュ     | 7月16日        |
| 20   | Once a Ranger, Part I        | スラックス ヴォルトゥーラス（幻獣） セクスタントモンスター（ツクモガミ・シルベガミ）                                                               | リッタ・ジョンストン       | ジャッキー・マーチャンド | 7月23日        |
| 21   | Once a Ranger, Part II       | スラックス ヴォルトゥーラス（改造幻獣ゴードラム）                                                                                                  | リッタ・ジョンストン       | ジャッキー・マーチャンド | 7月23日        |
| 22   | One Fine Day                 | センチュリオンロボット（クエスターロボ・焔） | ブリッタ・ジョンストン     | ブルース・カリッシュ     | 8月6日         |
| 23   | Ronny on Empty , Part I      | サイバネティックレックス（邪機竜グランド） | マイク・スミス             | ジョン・テリジェン       | 8月20日        |
| 24   | Ronny on Empty , Part II     | サイバネティックレックス（邪機竜グランド） | マイク・スミス             | ジョン・テリジェン       | 8月27日        |
| 25   | Things Not Said              | モンスター軍団 | マイク・スミス             | デヴィッド・ガーバー     | 9月10日        |
| 26   | Red Ranger Unplugged         | クレイザー | ジョナサン・ブラフ         | ジョン・テリジェン       | 10月1日        |
| 27   | Home and Away , Part I       | アグリオス（ホムンクルス） | ジョナサン・ブラフ         | ジャッキー・マーチャンド | 10月8日        |
| 28   | Home and Away , Part II      | アグリオス ビンガロー ミグ クレイザー | ジョナサン・ブラフ         | ジャッキー・マーチャンド | 10月15日       |
| 29   | Way Back When                | ― | ジョナサン・ブラフ         | ジョン・テリジェン       | 10月22日       |
| 30   | Two Fallen Foes              | カマドー ミラトリックス | マーク・ビーズレー         | ジョン・テリジェン       | 10月29日       |
| 31   | Nothing to Lose              | モルター マグマドー（邪悪竜ダガギーン） （声 - マーク・ウィリアムズ）                                                                              | マーク・ビーズレー         | ジャッキー・マーチャンド | 11月5日        |
| 32   | Crown and Punishment         | フルーリアス | マーク・ビーズレー         | ブルース・カリッシュ     | 11月12日       |

## 特番
Power Rangers Operation Overdrive Behind the Scenes
第1話が放送される前に米国で放送。マック役のジェームズ・マックルーカンが司会を務め、番組のメイキング映像、スタッフのコメントが放送された。

## ゲーム
Power Rangers Super Legends
2007年10月26日にニンテンドーDS版が、同年11月6日にPlayStation 2版とPC版がディズニー・インタラクティブ・スタジオから発売された。オーストラリア、欧州連合でもリリースされている。
開発はDS版がハンドヘルド・ゲームス。PC版とPS2版がアーティフィシャル・マインド アンド ムーブメント。ニンテンドー ゲームキューブ版とWii版も予定されていたが、発売中止となった。
- 声の出演（PS2版）
  - MMPRレッドレンジャー、オメガレンジャー - ユーリ・ローエンタール
  - MMPRブルーレンジャー、シャドーレンジャー - ブレイン・ドノヴァン
  - MMPRピンクレンジャー、ブルーウィンドレンジャー、SPDイエローレンジャー、トラキーナ - キム・マイ・ゲスト
  - ギャラクシーレッドレンジャー - エリック・アルタイル
  - ギャラクシーグリーンレンジャー、グリーンサムライレンジャー - キース・ファーガソン
  - レッドワイルドフォースレンジャー、イクシオール - ウォーリー・ウィンガート
  - ルナウルフレンジャー、ロード・ゼッド - スティーヴン・ブルーム
  - クリムゾンサンダーレンジャー、SPDレッドレンジャー - スコット・マクシェーン
  - ネイビーサンダーレンジャー - キーン・マイケル
  - OODレッドレンジャー、ゴルダー - ノーラン・ノース
  - OODブラックレンジャー - ダリル・クリロー
  - チューボー、モルター - デイヴィッド・ロッジ